# Нільс Райхмут
Нільс Раміро Райхмут (нім. Nils Ramiro Reichmuth, нар. 22 лютого 2023, Цуг, Швейцарія) — швейцарський футболіст, півзахисник клубу «Цюрих».
На правах оренди грає в клубі «Віль».

## Ігрова кар'єра

### Клубна
Нільс Райхмут починав грати у футбол на аматорському рівні. У 2014 році він перейшов до академії клубу «Цюрих». У червні 2020 року Райхмут підписав з клубом свій перший професійний контракт. А вже через місяць дебютував в основі. Наступний сезон футболіст виступав переважно за другу команду «Цюриха».
У вересні 2021 року Райхмут на правах оренди перейшов до клубу Челлендж ліги «Віль». Термін оренди був розрахований до кінця календарного року. Але пізніше оренда була неодноразово продовжена.

### Збірна
Нільс Райхмут народився в інтернаціональній родині. Батько швейцарець, а мати Нільса - чілійка. Та у 2019 році футболіст прийняв запрощення від швейцарської федерації і почав свої виступи на міжнародній арені у складі юнацької збірної Швейцарії.